# Zombie Land Saga
Zombie Land Saga (ゾンビランドサガ, Zonbi Rando Saga) é uma série de animação japonesa produzida pela MAPPA, avex pictures e Cygames. A série foi ao ar no Japão entre outubro e dezembro de 2018. Uma segunda temporada intitulada Zombie Land Saga Revenge foi anunciada. Uma adaptação para mangá começou a serialização no site Cycomi da Cygames em outubro de 2018.

## Enredo
No ano de 2008, a garota do colegial Sakura Minamoto é abruptamente morta por um caminhão enquanto se dirige para uma audição. Dez anos depois, Sakura, juntamente com seis garotas "lendárias" de várias épocas da história do Japão, são trazidas de volta como zumbis por um homem chamado Kotaro Tatsumi, que procura revitalizar a Prefeitura de Saga reunindo um grupo de ídolos de zumbis conhecido como Franchouchou.[carece de fontes?]

## Personagens
Sakura Minamoto (源 さくら, Minamoto Sakura)
Voz de: Kaede Hondo (Japonês), Brina Palencia (Português)
Uma garota do ensino médio e aspirante a ídolo que morre em 2008 depois de ser atropelada por um caminhão após uma vida bastante monótona. Ela é a primeira dos zumbis a recuperar a consciência depois de ressuscitar, mas inicialmente não reteve nenhuma lembrança de sua vida, apenas lembrando partes de seu passado quando se apresenta. No entanto, ela finalmente recupera suas memórias. Seu apelido ídolo é Zombie 1 (ゾンビィ1号, Zonbii Ichi-gō).
Saki Nikaido (二階堂 サキ, Nikaidō Saki)
Voz de: Asami Tano (Japonês), Caitlin Glass (Português)
Uma garota delinqüente e membro principal da gangue de motociclistas Dorami, que conquistou a região de Kyushu antes de sua morte durante uma corrida de galinhas em 1997. Ela é a líder indicada de Franchouchou. Seu apelido de ídolo é Zombie 2 (ゾンビィ2号, Zonbii Ni-gō).
Junko Konno (紺野 純子, Konno Junko)
Voz de: Maki Kawase (Japonês), Amanda Lee (Português).
Um ídolo de fala mansa do período Shōwa que foi popular na década de 1980 antes de morrer em um acidente de avião. Vinda de uma era sem mídia social, ela tem reservas para interagir pessoalmente com seus fãs. Seu apelido de ídolo é Zombie 4 (ゾンビィ4号, Zonbii Yon-gō).
Yugiri (ゆうぎり, Yūgiri)
Voz de: Rika Kinugawa (Japonês), Stephanie Young (Português)
Um oiran que viveu entre as épocas de Bakumatsu e Restauração Meiji no século XIX. Ela tem o péssimo hábito de criticar os outros por desistir, mesmo que eles não tenham esses pensamentos em primeiro lugar. Seu apelido de ídolo é Zombie 5 (ゾンビィ5号, Zonbii Go-gō).
Lily Hoshikawa (星川 リリィ, Hoshikawa Ririi)
Voz de: Minami Tanaka (Japonês), Sarah Wiedenheft (Português)
Uma transgênero prodigiosa atriz infantil, nascida Masao Go (豪 正雄, Gō Masao), que morreu de um ataque cardíaco causado por estresse ocupacional e choque mental ao crescer pêlos faciais em 2011. Ela não tem escrúpulos em ser um zumbi, vendo isso como uma maneira de continuar sendo uma criança para sempre. Seu apelido de ídolo é Zombie 6 (ゾンビィ6号, Zonbii Roku-gō).
Tae Yamada (山田 たえ, Yamada Tae)
Voz de: Kotono Mitsuishi (Japonês), Dawn M. Bennett (Português)
A única garota "lendária" sem outro título, e o único zumbi que ainda não recuperou sua consciência humana. É ela quem nomeia oficialmente o grupo Franchouchou, derivado de seus espirros. O apelido de seu ídolo é Zombie 0 (ゾンビィ0号, Zonbii Zero-gō).

### Personagens de apoio
Kotaro Tatsumi (巽 幸太郎, Tatsumi Kōtarō)
Voz de: Mamoru Miyano (Japonês), Ricco Fajardo (Português)
Um produtor maníaco e necromante que ressuscita Sakura e as outras garotas como zumbis para revitalizar a Prefeitura de Saga, formando o grupo ídolo Franchouchou, provisoriamente intitulado Death Musume e Green Face por ele. Ele é um maquiador habilidoso, capaz de fazer os zumbis parecerem humanos normais durante suas aparições públicas. Ele também carrega um suprimento de lula seca para apaziguar os zumbis. Eventualmente, é revelado que ele conhecia Sakura no ensino médio e queria realizar seu sonho. Seu design é baseado em seu dublador Mamoru Miyano.
Romero (ロメロ)
Voz de: Yasuhiro Takato (Japonês), Alejandro Saab (Português)
É o poodle de brinquedo morto-vivo de Kotaro.
Male Cop 1A (警察官A, Keisatsukan A)
Voz de: Hiroyuki Yoshino (Japonês), Austin Tindle (Português)
Um policial sem nome que encontra Sakura e as outras meninas não-mortas repetidamente.

## Produção e liberação
Cygames anunciou a série, em colaboração com a Avex Pictures, em 5 de julho de 2018. A série é dirigida por Munehisa Sakai e escrita por Shigeru Murakoshi, com animação do estúdio MAPPA. Os desenhos dos personagens da série são fornecidos por Kasumi Fukagawa, Kazuo Ogura é diretor de arte, Takashi Yanagida é diretor de fotografia, Azusa Sasaki é designer de cores e Masahiro Goto está editando a série. Yasuharu Takanashi está compondo a música da série, produzida pela Avex Pictures, enquanto o esconderijo está produzindo o som. As músicas-tema de abertura e encerramento, respectivamente, são "Adabana Necromancy" (徒花ネクロマンシー, Adabana Nekuromanshī, lit. "Necromancia Infrutífera") e "Hikari e" (光へ, lit. "Para a Luz"), ambos interpretados por Franchouchou (Kaede Hondo, Asami Tano, Risa Taneda, Maki Kawase, Rika Kinugawa e Minami Tanaka). A série de 12 episódios foi ao ar entre 4 de outubro e 20 de dezembro de 2018 e foi transmitida pela AT-X, Tokyo MX, Sun TV, BS11, Saga TV e TVQ. A série foi transmitida em simulcast com legendas em áudio e inglês em japonês da Crunchyroll e com áudio em inglês da Funimation. Em 27 de julho de 2019, foi anunciado que a série está sendo renovada para uma segunda temporada, intitulada Zombie Land Saga Revenge.

## Recepção
Em 12 de agosto de 2019. o especial Natsu no Saga, um documentário sobre o anime, contou com o governador da Saga Yoshinori Yamaguchi fazendo cosplay do personagem principal Kotaro Tatsumi.

## Outras mídias
Uma adaptação para mangá de Megumu Soramichi começou a serialização no site Cycomi da Cygames em 8 de outubro de 2018.